# Filibert van Baden-Baden
Filibert van Baden-Baden (Baden-Baden, 22 januari 1536 - Moncontour, 3 oktober 1569) was van 1536 tot 1569 markgraaf van Baden-Baden. Hij behoorde tot het huis Baden.

## Levensloop
Filibert was de oudste zoon van markgraaf Bernhard III van Baden-Baden en Françoise van Luxemburg-Ligny. Enkele maanden na zijn geboorte overleed zijn vader, waarna Filibert markgraaf van Baden-Baden werd. Hij bestuurde het markgraafschap Baden-Baden echter pas nadat hij in 1554 volwassen verklaard werd. 
Een deel van zijn jeugd bracht hij door aan het hof van hertog Willem IV van Beieren in München. Willem, die later Filiberts schoonvader zou worden, stond bekend voor zijn strikte katholieke perspectieven en had de jezuïeten in het hertogdom Beieren geïntroduceerd. Filibert daarentegen was een aanhanger van het protestantisme en bekeerde zich, onverschrokken van het verzet van zijn stiefvader, tot deze godsdienst.
In 1555 nam Filibert deel aan de onderhandelingen die zouden leiden tot de godsdienstvrede van Augsburg. In 1565 wilde hij dan weer de Hugenoten in Frankrijk helpen door een leger van 1500 man te sturen. Keizer Maximiliaan II vroeg hem echter om dit niet te doen, wat Filibert noodgedwongen aanvaardde.
In 1566 diende hij in het keizerlijke leger dat in Hongarije tegen de troepen van sultan Süleyman I van het Ottomaanse Rijk vocht. In 1569 vocht hij even tegen de Hugenoten in Frankrijk. Hij vocht ditmaal aan de zijde van koning Karel IX van Frankrijk, die inmiddels de schoonzoon van keizer Maximiliaan II geworden was.
Op 3 oktober 1569 stierf Filibert tijdens de slag van Moncontour, waarbij de Hugenoten verloren en de Fransen wonnen. Volgens zijn vriend Hendrik von Stein verliet Filibert het slagveld levend, waarna hij door de Hugenoten werd ontvoerd, naar een kasteel aan de Spaanse grens werd gebracht en vervolgens werd vermoord. Hij liet een tienjarige zoon Filips en drie dochters na. Aangezien zijn echtgenote reeds was overleden, werden de kinderen door Filiberts oom, hertog Albrecht V van Beieren, naar München gebracht en daar opgevoed. 
Hoewel Filibert protestants was, was hij in geloofszaken zeer tolerant. Zo gaf hij zijn onderdanen vrijheid van godsdienst en huwde zelfs met een katholieke, prinses Mechtilde van Beieren.

## Huwelijk en nakomelingen
Op 17 januari 1557 huwde Filibert met Mechtilde van Beieren (1532-1565), dochter van hertog Willem IV van Beieren. Ze kregen vijf kinderen:
- Jacoba (1558-1597), huwde met hertog Johan Willem van Kleef
- Filips II (1559-1588), markgraaf van Baden-Baden
- Anna Maria (1562-1583), derde echtgenote van Willem van Rosenberg, grootburggraaf van Bohemen
- Maria Salomea (1563-1600)
- een naamloze zoon (1565), doodgeboren